# Didymoglossum membranaceum
Espèce
Didymoglossum membranaceum est une espèce de fougères de la famille des Hyménophyllacées originaire d'Amérique tropicale et des Caraïbes. 

## Description
Cette espèce a les caractéristiques suivantes :
- elle dispose d'un long rhizome traçant, couvert de poils bruns à noirâtres et sans racines ;
- les frondes sont bien espacées, de deux à six centimètres de long et quasiment des mêmes dimensions pour leur largeur ;
- le limbe est entier, presque circulaire à spatulé, irrégulièrement et légèrement lobé
- les fondes, à nervuration catadrome, est abondamment strié des fausses nervures parallèles aux vraies nervures sans fausses nervures submarginales ;
- les sores, parfois nombreux sur les frondes fertiles, se trouvent à l'apex du limbe et y sont partiellement ou entièrement insérés ;
- l'indusie est légèrement bilabiée (exception dans le genre) ;
- la columelle peut être de la taille de l'indusie ou très largement exserte.

Comme toutes les espèces du genre, Didymoglossum membranaceum compte 34 paires de chromosomes.

## Distribution
Cette espèce, épiphyte ou terrestre, est originaire d'Amérique tropicale et des Caraïbes : Belize, Bolivie, Colombie, Costa Rica, Cuba, Dominique, Équateur, Guyane, Guyana, Honduras, Jamaïque, Mexique, Nicaragua, Panama, Pérou, Surinam, Venezuela.

## Historique
En 1689, Charles Plumier décrit cette espèce, découverte à Saint-Domingue, sous le nom de Adiantum muscosum, lichenis petraei facie.
En 1696, Léonard Plukenett publie une illustration de cette espèce sous le nom de Filix Hemionitis Lichenoides americana auricularis caesalpini aemula, radice repente.
De même, James Petiver, en 1712, la nomme Adiantum membranaceum lichenoides.
En 1753, Carl von Linné reprend les descriptions antérieures de cette fougère (il ne signale pas la description de Charles Plumier) et la renomme Trichomanes membranaceum, tirant l'épithète spécifique du nom donné par James Petiver.
En 1843, Karel Bořivoj Presl la place dans le genre Lecanium : Lecanium membranaceum (L.) C.Presl.
En 1875, Karl Anton Eugen Prantl la déplace dans le genre Hemiphlebium : Hemiphlebium membranaceum (L.) Prantl.
En 1900, Edward Lee Greene en fait l'unique espèce du genre Achomanes décrit plus d'un siècle auparavant par Noël Martin Joseph de Necker : Achomanes membranaceum (L.) Greene.
En 1969, Volkmar Vareschi la déplace dans le genre Didymoglossum, sa position actuelle.
En 1973, Rodolfo Emilio Giuseppe Pichi Sermolli la déplace dans le genre Lecanolepis : Lecanolepis membranacea (L.) Pic.Serm..
En 1974, Conrad Vernon Morton la classe dans le genre Trichomanes sous-genre Didymoglossum, section Lecanium.
Enfin, en 2006, Atsushi Ebihara et al. confirment le placement dans le genre Didymoglossum et précisent comme sous-genre Didymoglossum.

## Position taxinomique
Didymoglossum membranaceum est classée dans le sous-genre Didymoglossum.
Elle compte cinq synonymes liés aux révisions de la famille des Hymenophyllacées :
- Achomanes membranaceum (L.) Greene
- Hemiphlebium membranaceum (L.) Prantl
- Lecanolepis membranacea (L.) Pic.Serm.
- Lecanium membranaceum (L.) C.Presl
- Trichomanes membranaceum L.

Par ailleurs, Adolphe Brongniart remarque la grande ressemblance entre Didymoglossum membranaceum (Trichomanes membrananceum) et une espèce fossile des terrains houillers de Saint-Étienne Cyclopteris trichomanoides Brongn. (Adiantites trichomanoides Göpp.)